# Synagogue de Vesoul
La synagogue de Vesoul est une ancienne synagogue située à Vesoul, dans la Haute-Saône, au 11 bis rue du Moulin-des-Prés. Elle fait l’objet d’une inscription au titre des monuments historiques depuis le 5 décembre 1984.

## Histoire de la communauté
Au Moyen Âge, la communauté juive de Vesoul est la plus importante du comté de Bourgogne. Après l'expulsion des Juifs, la communauté locale reste en sommeil pendant plusieurs siècles. Au XIXe siècle, la communauté juive de Vesoul se reforme, en particulier à la suite de l'annexion de l'Alsace par l'Allemagne en 1871.

## Histoire de la synagogue

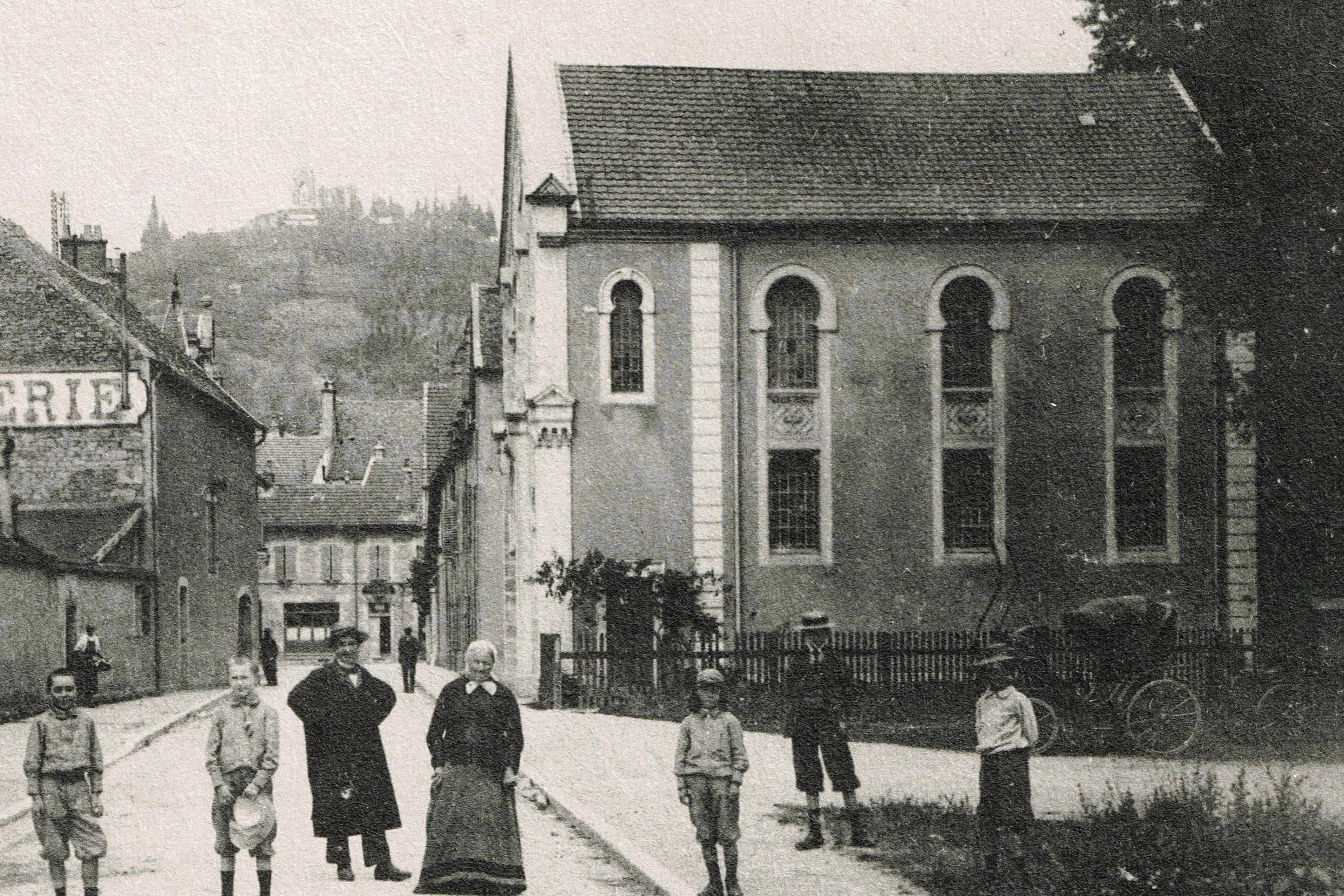
Photographie de la synagogue datant de 1904.

Le 25 novembre 1852, un décret autorise la construction d'une synagogue dans la rue du Breuil. Par décret du 23 novembre 1859, le consistoire de Colmar est autorisé à créer une synagogue dans la maison située 27 rue du Breuil à Vesoul.
En 1871, le grand rabbin de Colmar, Isaac Lévy s'installe à Vesoul. La ville est à cette époque siège du consistoire de l'Est de la France. À la suite de la venue d'un grand-rabbin et au développement de la communauté juive local, le besoin d'une synagogue émerge. La synagogue est construite au début des années 1870 sur un terrain donné par la ville situé rue du Moulin-des-Prés, en dehors de l'enceinte historique de la cité. Le 17 septembre 1873, la synagogue est inaugurée en présence notamment du maire de Vesoul Alphonse Noirot et du rabbin Isaac Lévy,.
Dans la nuit du 11 au 12 juin 1909, la synagogue est victime de graffitis antydreyfusard,. Ces graffitis mentionnent « À bas Dreyfus », « Vive le Roi » ainsi que le nombre « 445 », qui est le numéro de l'article du Code d'instruction criminelle que les anti dreyfusard prétendaient qu'il avait été violé lors de la seconde révision du procès Dreyfus en 1906. L'auteur de ce vandalisme n'est d'autre que Victor Dubuisson, journaliste au Le Réveil de la Haute-Saône.
La synagogue est désaffectée en 1945. En 1984, la synagogue est inscrite aux monuments historiques. Dès 1986, l'association des Restos du cœur s'installe dans le bâtiment et ce jusqu'en avril 2011. Depuis 2011, la synagogue est laissée à l'abandon.

## Architecture
Conçu par l'architecte local Charles Dodelier, la synagogue est de plan rectangulaire orienté, avec une abside, précédée d'un vestibule. Les deux bas-côtés sont surmontés de tribunes.

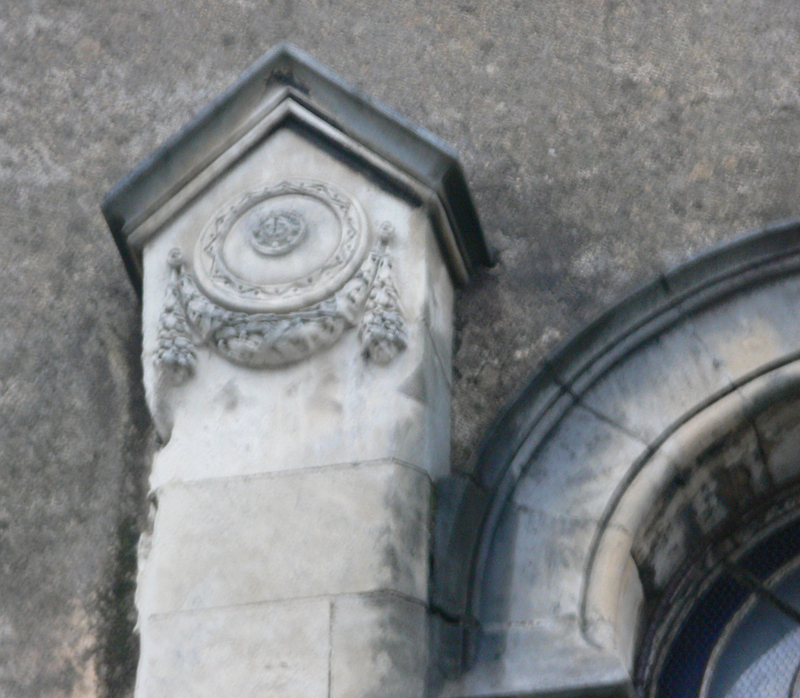
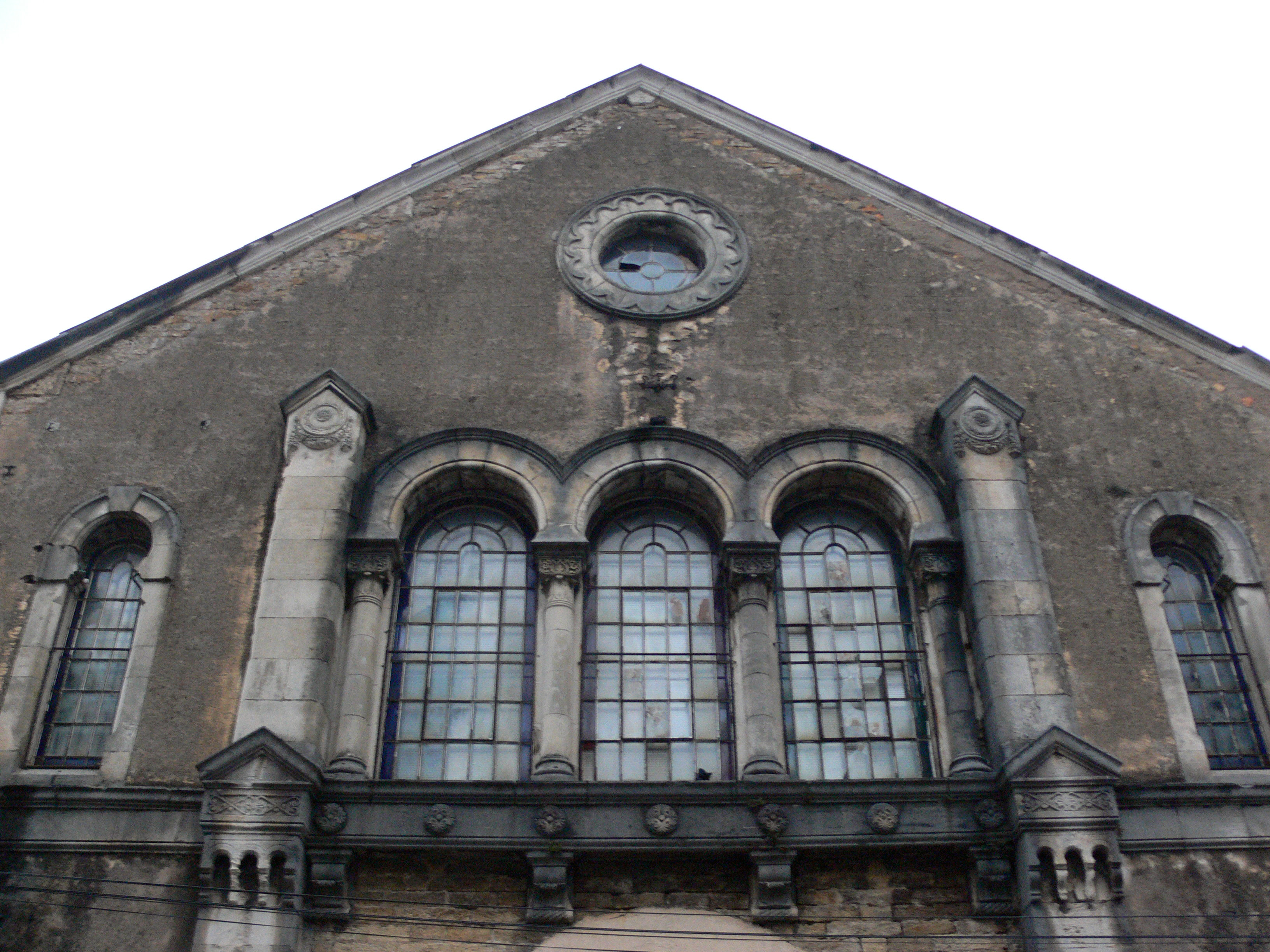
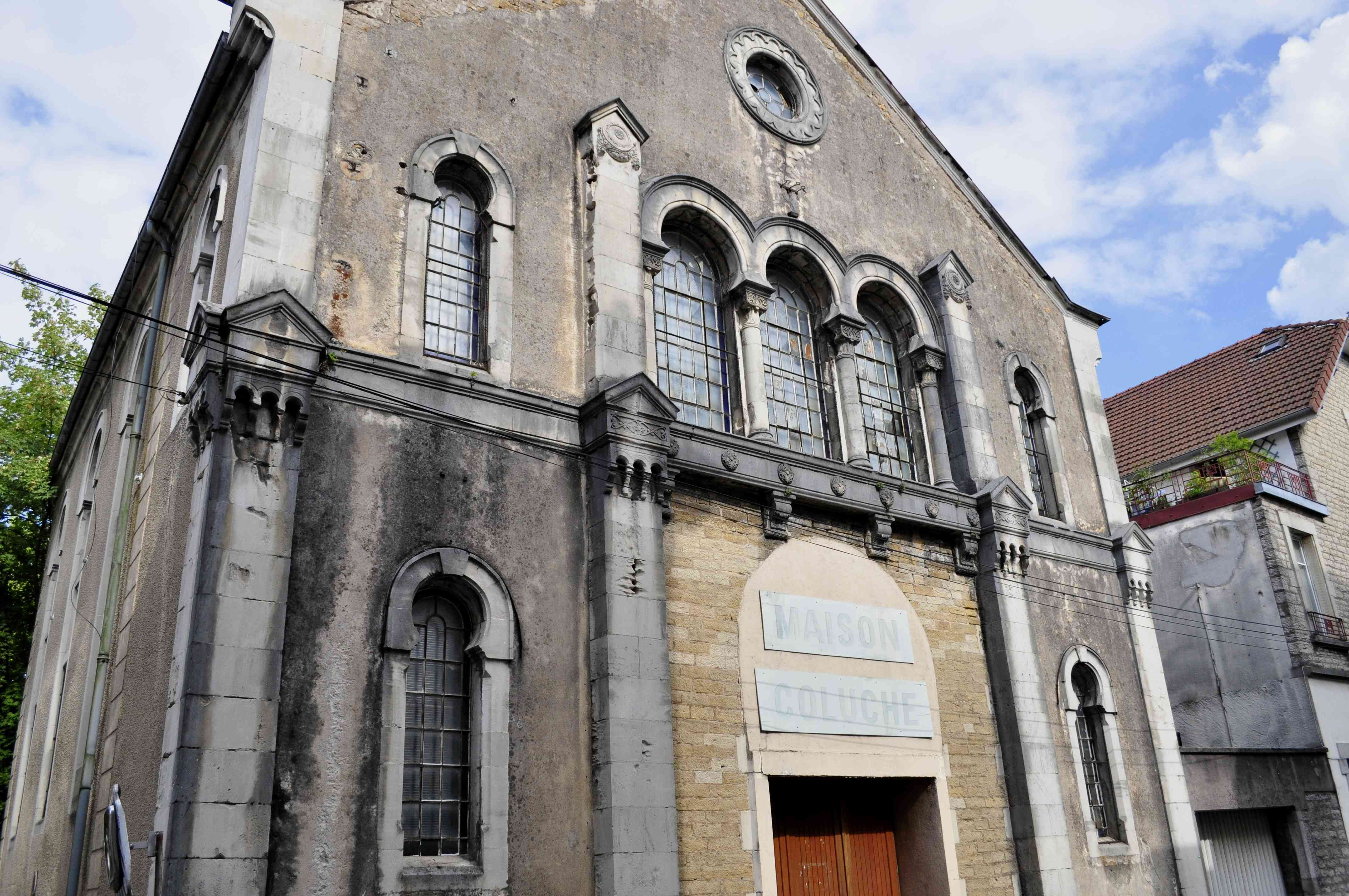
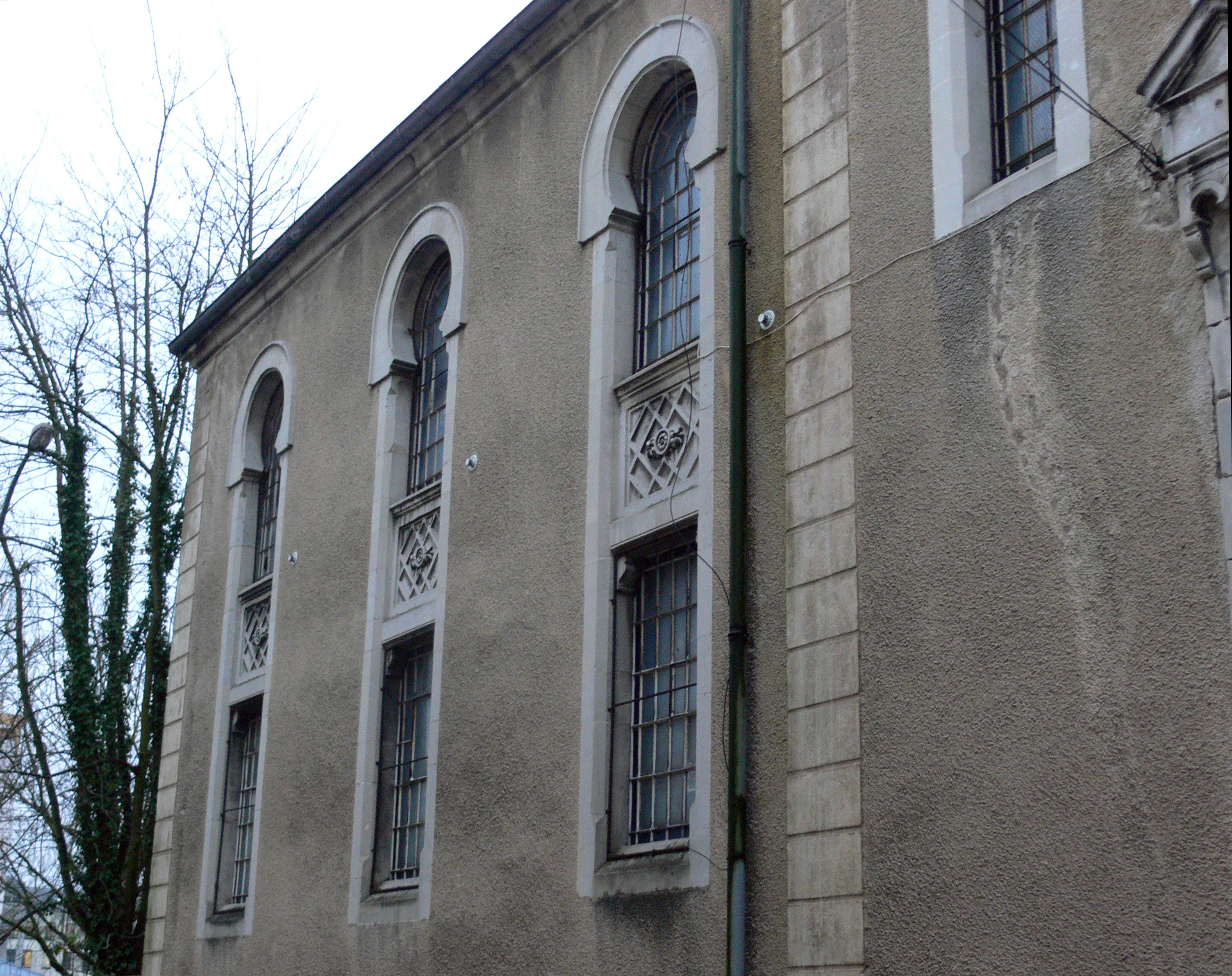
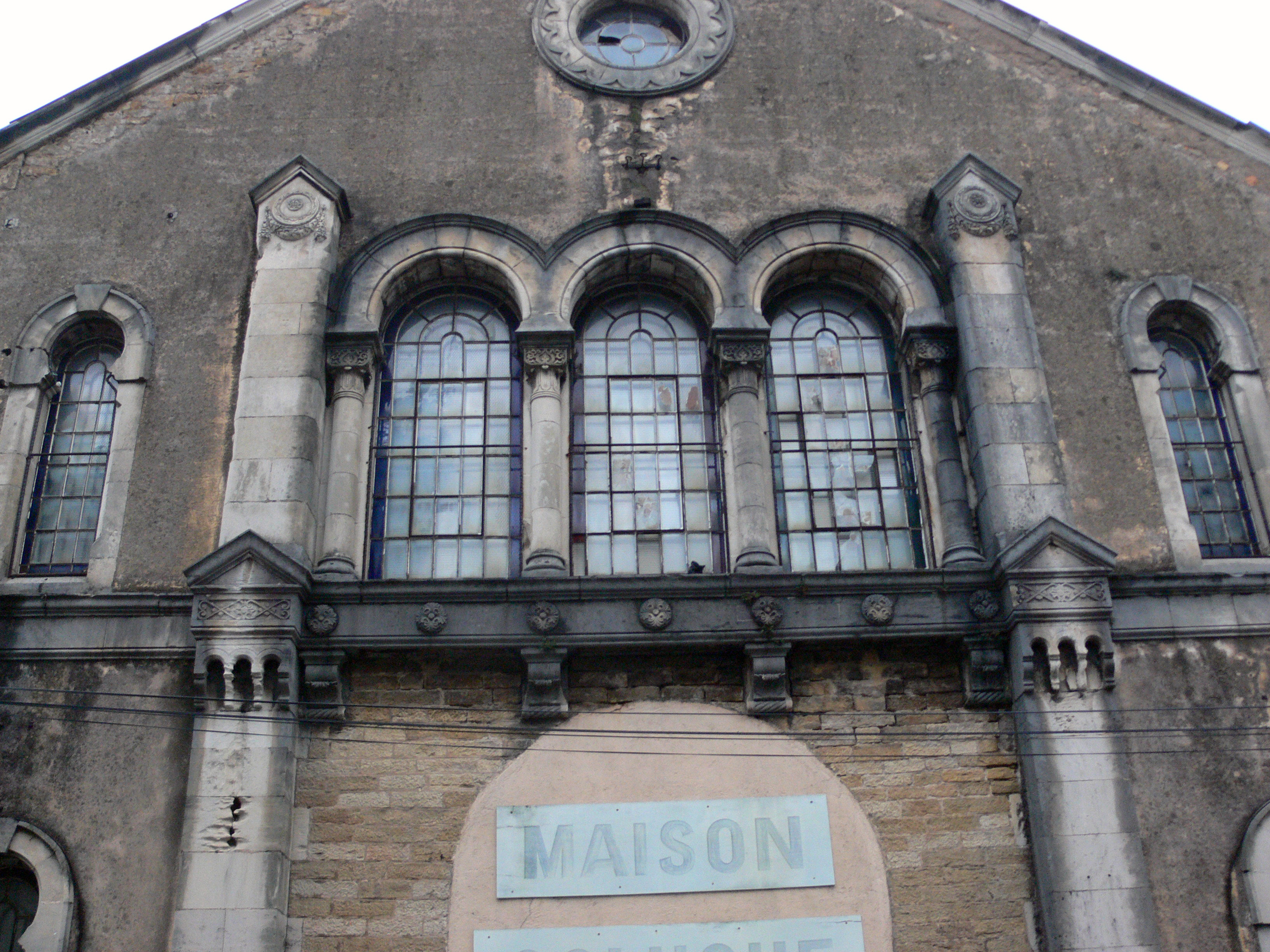
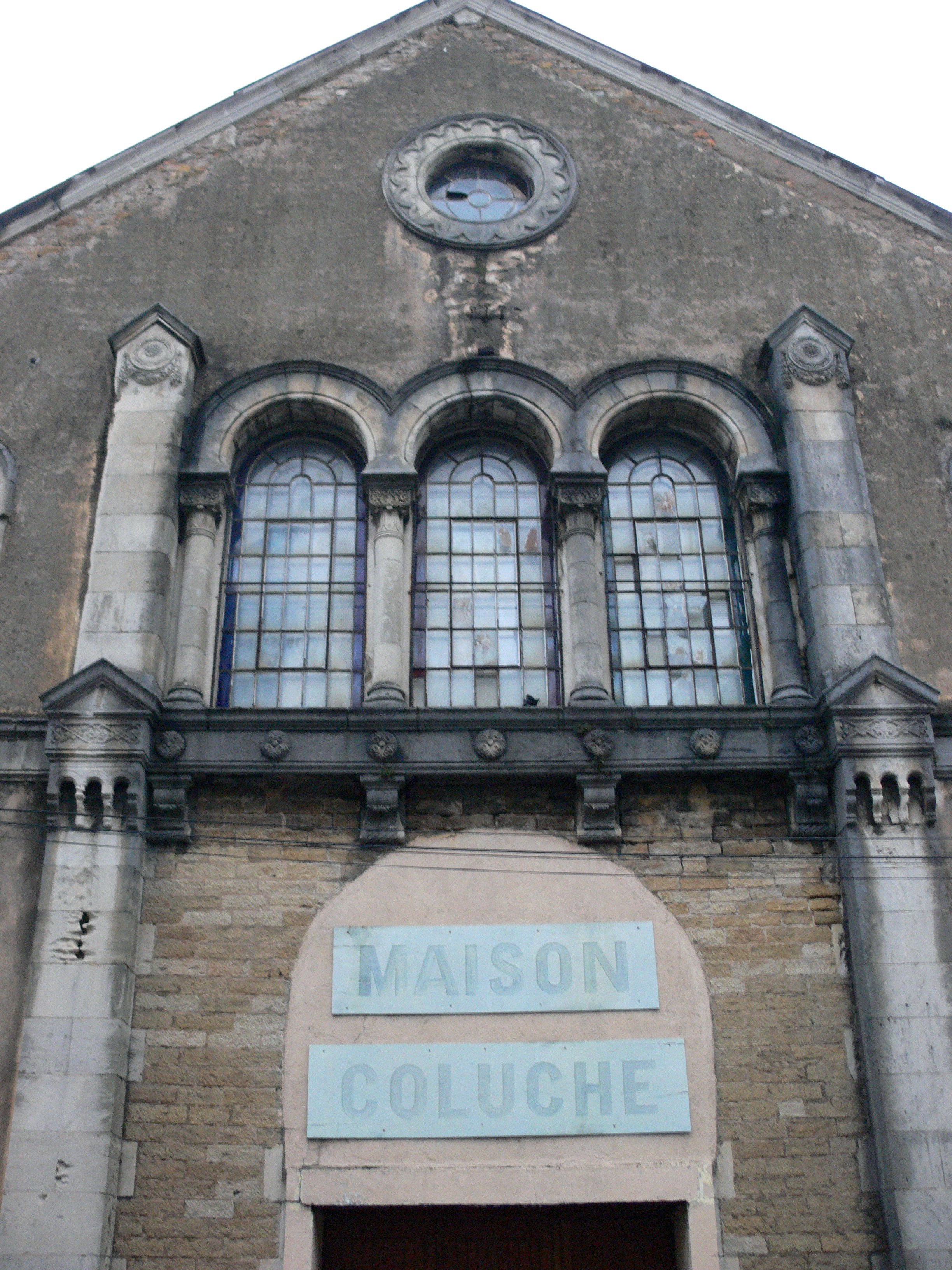